# Британська організація дартсу
Британська організація дартсу (англ. British Darts Organisation, BDO) — організація дартсу, заснована 7 січня 1973 року Оллі Крофтом. Складалась з 66 країн-членів. Керувала професійними, напівпрофесійними та аматорськими змаганнями з дартсу в Британії. BDO була членом-засновником всесвітньої федерації дартсу в 1976 році. З 1978 по 2020 рік вона також організовувала чемпіонат світу BDO з професійного дартсу.
На початку 1990-х років суперечка між Оллі Крофтом і провідними гравцями в дартс через зменшення телевізійного висвітлення та спонсорства призвела до гострого розколу в грі, коли гравці розлучилися, щоб сформувати власний керівний орган, який став корпорацією професійного дартсу (PDC). Відтепер BDO та PDC проводили власні окремі тури, кожен зі своїм чемпіонатом світу.
Останнім часом у BDO виникало все більше проблем. Багато її провідних гравців перейшли до більш прибуткової PDC. Порушення на турнирі World Masters 2019 призвели до того, що всесвітня федерація дартсу (WDF) понизила BDO до статусу асоційованого члена. Фінансові проблеми призвели до того, що призові на чемпіонат світу 2020 року були значно скорочені. Згодом у вересні 2020 року BDO було ліквідовано.